# Gagausere
Gagausere er en tyrkisk, etnisk gruppe bosat i det sydlige Moldova og i det sydvestlige Ukraine (Budjak). Mange gagausere taler det tyrkiske sprog gagausisk.